# Eupithecia constricta
Eupithecia constricta är en fjärilsart som beskrevs av Louis Beethoven Prout 1914. Eupithecia constricta ingår i släktet Eupithecia och familjen mätare. Inga underarter finns listade i Catalogue of Life.